# Extrema Esquerda (França)
A Extrema Esquerda (1876-1895) era um grupo parlamentar francês de orientação radical na Assembleia Nacional Francesa da Terceira República Francesa.

## Formação
Detendo a maioria desde as eleições legislativas de 1876, os republicanos conquistaram gradualmente o poder, dando origem a divisões ideológicas e estratégicas. Essas divisões afetaram particularmente o grupo parlamentar mais à esquerda, a "União Republicana", onde os radicais mais intransigentes acusaram os "oportunistas" de renegar seus compromissos ao adotar políticas excessivamente moderadas. Assim, ocorreu uma cisão dentro desse grupo. Anunciado em junho de 1876, o grupo da "Extrema Esquerda" foi formado por Louis Blanc no mês seguinte, com 25 deputados. Seu nome deriva do posicionamento de extrema-esquerda que o caracterizou exclusivamente até 1886.
Em 12 de agosto, seus primeiros membros se reuniram para assinar um manifesto escrito por Blanc. Após denunciar o clericalismo e sua influência conservadora em um Senado Francês considerado desprovido de legitimidade, este longo texto relembra os principais compromissos dos republicanos mais avançados: anistia para os communards, eleição de todos os prefeitos pelos conselhos municipais, retirada da concessão de patentes ao clero, abolição do privilégio do voluntariado no Exército Francês, redução do serviço militar de cinco para três anos, liberdade total de imprensa, separação entre Igreja e Estado pela abolição do orçamento para o culto religioso, liberdade de associação e reunião, liberdade sindical, etc. Embora neguem ser idealistas, os autores do manifesto se apresentam como "homens práticos" que, no entanto, não acreditam "que seja prático, quando se atinge o objetivo seguindo a estrada principal, tomar estradas secundárias para chegar lá que o afastam e onde se corre o risco de se perder". Esta fórmula é um claro ataque às políticas moderadas de Léon Gambetta.
Em 1876, o grupo era liderado por Georges Clemenceau. Durante a crise de 16 de maio de 1877, e em vista das eleições legislativas antecipadas, o grupo voltou a integrar a "Aliança Republicana" e, então, viu-se subordinado à União Republicana até 1881. Louis Blanc, embora inicialmente contrário ao conceito de presidência, acabou aceitando-o. Reconduzido ao cargo em 1881, foi substituído após sua morte por Désiré Barodet.

## Terceira e quarta legislaturas
Renovado após as eleições legislativas de 1877 e 1881, o grupo contava com cerca de 80 membros e teve pelo menos cinquenta durante a terceira legislatura (1881-1885). O grupo era inicialmente aberto, permitindo que alguns de seus membros continuassem a pertencer simultaneamente à União Republicana. Em agosto de 1881, essa possibilidade de dupla filiação foi eliminada (por 22 votos a 21) após a criação de um novo grupo, a "Esquerda Radical", situado entre a Extrema Esquerda e a União Republicana. Restavam apenas cerca de vinte membros naquela época.
Em março de 1885, um grupo equivalente foi criado, com o mesmo nome, no Senado. Após as eleições legislativas de 1885, o grupo da Assembleia Nacional foi reconstituído, sob a forma de um grupo aberto, em 15 de janeiro de 1886. Em 1885, o grupo passou a incluir a ala intransigente dos radicais. A Extrema Esquerda estava fortemente dividida por diferenças estratégicas e políticas, confrontada com compromissos com a maioria moderada e apoio aos socialistas. As eleições de 1885, em particular, mostraram fortes tensões entre os radicais e as dificuldades de se formar listas unificadas. Em janeiro de 1886, o grupo contava com cerca de sessenta membros eleitos sob a liderança de Clémenceau. No entanto, o grupo rapidamente se dividiu em dois.
No final de janeiro de 1886, seus membros mais à esquerda se destacaram ao fundar um novo grupo parlamentar com uma inclinação abertamente socialista, o "Grupo dos Trabalhadores". Este se tornou efetivamente o grupo mais à esquerda, deslegitimando assim o nome da Extrema Esquerda. Em 1888, o grupo foi confrontada com a escalada do fenômeno boulangista. Em 21 de março, cerca de cinquenta membros do grupo publicaram uma declaração claramente antiboulangista.

## Dissolução
Em março de 1892, o grupo foi reconstituído sob o nome de "Grupo Republicano Radical-Socialista". Retornou ao seu nome original após as eleições de 1893 e fundiu-se com o "Grupo Radical-Socialista" em 1895. O grupo da Extrema Esquerda é o precursor dos vários grupos Radical-Socialistas e um dos marcos históricos do "Partido Radical (PR)", fundado em 1901.